# David Laws
David Anthony Laws (sinh ngày 30 tháng 11 năm 1965) là một chính trị gia Dân chủ Tự do Anh. Thành viên của Quốc hội (MP) cho Yeovil từ năm 2001 đến 2015, trong quốc hội thứ ba, ông đã từng làm Bộ trưởng Nội các, vào năm 2010, với tư cách là Bộ trưởng Bộ Tài chính và sau đó là Bộ trưởng Bộ trường học và cho Văn phòng Nội các - một văn phòng nơi ông làm việc liên ngành để thực hiện thỏa thuận liên minh trong các chính sách.
Sau một sự nghiệp trong lĩnh vực ngân hàng đầu tư, Laws trở thành cố vấn kinh tế và sau đó là Giám đốc Chính sách và Nghiên cứu cho đảng của ông.  Năm 2001, ông được bầu làm nghị sĩ cho Yeovil, kế nhiệm cựu lãnh đạo đảng Dân chủ Tự do Paddy Ashdown. Năm 2004, ông đồng biên tập The Orange Book: Reclaiming Liberalism, tiếp theo là Britain After Blair năm 2006. Sau cuộc tổng tuyển cử năm 2010, Laws là một nhà đàm phán cấp cao trong thỏa thuận liên minh, củng cố chính phủ liên minh năm năm của đảng với Đảng bảo thủ.
Ông giữ văn phòng Chánh văn phòng Kho bạc trong 17 ngày trước khi từ chức do tiết lộ các yêu cầu chi phí quốc hội của mình, được mô tả bởi Ủy ban Tiêu chuẩn và Đặc quyền của Nghị viện là "một loạt các vi phạm nghiêm trọng các quy tắc, trong một khoảng thời gian đáng kể", mặc dù ngoài ý muốn; Ủy viên Tiêu chuẩn của Nghị viện cho thấy "không có bằng chứng nào cho thấy [ông] đưa ra yêu sách của mình với mục đích mang lại lợi ích cho bản thân hoặc đối tác của mình khi vi phạm các quy tắc có ý thức." Ông là một trong sáu người từ chức nội các trong vụ bê bối chi phí và ông đã bị đình chỉ khỏi Quốc hội trong bảy ngày do bỏ phiếu của Hạ viện.